# Marieh Delfino
Marieh Delfino (Caracas, Venezuela, 24 de Setembro de 1977) é uma atriz estadunidense, irmã da atriz Majandra Delfino. Ela é mais conhecida por ter estrelado a série de televisão All About Us, e por vários filmes, como a comédia Dorm Daze.

## Filmografia

### Televisão
- 2008 Quarterlife como Ariel
- 2005 NCIS como Judy Moore
- 2001 Boston Public como Denise DeMarcos
- 2001 All About Us como Niki Merrick

### Cinema
- 2010 Lure como Amanda
- 2009 Penance como Amelia
- 2009 Ultimate Champion como Jenny
- 2009 Bottom Feeders como Star
- 2009 Bent como Laura
- 2008 Lure como Amanda
- 2006 Dorm Daze 2 como Gerri Farber
- 2006 Boxboarders! como Cambria Rockwell
- 2005 Zerophilia como Luca
- 2003 Dorm Daze como Gerri Farber
- 2003 Jeepers Creepers 2 como Rhonda Truitt
- 2002 Pranksters como Elizabeth